# آيت لحسن (فرياطة)
آيت لحسن هو دُوَّار يقع بجماعة تاكزيرت، إقليم بني ملال، جهة بني ملال خنيفرة في المملكة المغربية. ينتمي الدوّار لمشيخة فرياطة التي تضم 4 دواوير. يقدر عدد سكانه بـ 1373 نسمة حسب الإحصاء الرسمي للسكان والسكنى لسنة 2004.

## وصلات خارجية
- البوابة الوطنية للجماعات الترابية
- المندوبية السامية للتخطيط